# 金军 (演员)
金军（英語：Chin Chun，？—）香港影视演员，电影幕后工作人员。

## 生平
香港早期影视演员，共出演了将近300部作品。活跃于1950――1980年左右。先后在邵氏兄弟等公司工作。
其出演的角色虽说基本都是路人角色，但是其饰演的角色类型非常灵活，不仅如此，其还在《貂蝉》等电影中担任场记，《神仙老虎狗》中担任布景，《狼吻》等电影担任制片。
第一次出演的作品是1954年的《长相思》，其在该作里饰演一个厂长。
后在1981年拍摄完《蛊》后息影，之后下落不详。

## 资料来源
1. ↑  . 搜狐网.   [2023-02-04]. （原始内容存档于2023-02-04）.
2. ↑  . 1905网.   [2023-02-04]. （原始内容存档于2023-02-04）.
3. ↑  . 香港影库.   [2023-02-04]. （原始内容存档于2023-06-10）.
4. ↑  .   [2023-02-04]. （原始内容存档于2023-05-29）.

## 外部連結
- 金军在互联网电影资料库（IMDb）上的資料（英文）
- 金军在香港影庫上的簡介
- 金军在豆瓣上的资料（简体中文）